# Clavus beckii
Clavus beckii é uma espécie de gastrópode do gênero Clavus, pertencente a família Drilliidae.